# اومتبایوو (شهرستان استرلیباشفسکی، باشقیرستان)
اومتبایوو (انگلیسی: Umetbayevo, Sterlibashevsky District, Bashkortostan) یک شهرک در شهرستان استرلیباشفسکی استان باشقیرستان کشور روسیه است.